# Tasword
Tasword fue un procesador de texto para el ordenador ZX Spectrum y otras computadoras de 8 y 16 bits, desarrollado por Tasman Software. La primera versión fue lanzada en 1982 para el ZX81 y el ZX Spectrum, y dio lugar a dos revisiones importantes además de varios complementos y, más tarde, versiones adaptadas para los modelos ZX Spectrum 128 +2 y ZX Spectrum 128 +3, el SAM Coupé, el MSX, el Timex Computer 2068 (máquina basada en el Timex Sinclair 2068) y el Amstrad CPC, entre otros.
Muchas de las características de los procesadores de texto modernos se incluyeron, como justificación de textos, ajuste de línea y encabezado de página. Características tales como texto en negrita y cursiva se lograron mediante el envío de secuencias de escape especiales a la impresora.
El editor empleaba una fuente de 64 caracteres por línea en la pantalla estándar del ZX Spectrum.
Productos complementarios incluidos fueron TasMerge para la combinación de correspondencia (que más tarde fue incluido en Tasword III y versiones posteriores) y TasSpell, un corrector ortográfico.

## Versiones
- ZX81: Tasword - 1982[7]

- ZX Spectrum 48K: Tasword - 1982, Tasword 2 "The Word Processor" - 1983,[8] Tasword 3 "The Word Processor" - 1986[8]

- ZX Spectrum 128K: Tasword 128 "The Word Processor for the Spectrum 128" - 1986,[8] Tasword +2A - 1991

- ZX Spectrum 128 +3: Tasword +3 - 1987

- SAM Coupé: Tasword II - 1990

- Commodore 64: Tasword 64 "The Word Processor" - 1985 (80 columnas)[9]

- MSX: Tasword MSX "The Word Processor" - 1984, Tasword MSX-2 - 1986[10]

- Amstrad CPC: Tasword 464 "The Word Processor" - 1984,[5] Tasword 464-D - 1985, Tasword 6128 "The Word Processor" - 1985[11]

- Amstrad PCW: Tasword 8000 - 1986[12]

- Tatung Einstein: Tasword Einstein "The Word Processor" - 1985[13]

- IBM PC: Tasword PC "The Word Processor" - 1986, Tasres PC (versión TSR) - 1988, Tasword 2 PC - 1990 (TWIX en los Países Bajos)